# Caprera (incrociatore ausiliario)
Il Caprera è stato un piroscafo postale italiano, poi divenuto incrociatore ausiliario, affondato nel corso della prima guerra mondiale.

## Storia
Il piroscafo postale Caprera, nominativo per il codice internazionale dei segnali N K V P, con scafo in acciaio, fu costruito presso i Cantieri navali Fratelli Orlando di Livorno, su commissione delle Ferrovie dello Stato. La nave fu varata il 9 febbraio 1910 aveva un dislocamento di 1.875 tonnellate lorde, era lunga 93,50 m (88 m tra le perpendicolari), larga 11,1, e pescava 6,90 m. La propulsione era assicurata da 2 motrici verticali a quadruplice espansione a cilindri capovolti eroganti la potenza di 5.100 CV (393 n.h.p.), e che azionavano una singola elica. Il vapore era fornito da quattro caldaie cilindriche a 3 forni ciascuna; con tubolature indipendenti al fine di poter funzionare anche separatamente l'una dall'altra. La velocità raggiunta nella prova, 20 nodi, fu superiore a quella prevista di 17 nodi. Il piroscafo era del tipo a due ponti con castello di prora, cassero di poppa, e cassero centrale riuniti da un ponte di passeggiata. L'equipaggio era composto da 8 ufficiali di coperta e macchina, 41 tra marinai, fuochisti e carbonai, 14 del personale di camera e cucina, e 3 del personale del servizio postale. il Caprera poteva ospitare 48 passeggeri in prima classe, 54 in seconda e 110 in terza, oltre a 16 tra carabinieri e detenuti. Le cabine di prima classe era così suddivise: 9 sul ponte di passeggiata, 5 singole ed un appartamento riservato sul ponte di coperta, e 4 sul ponte inferiore. Le cabine di seconda classe si trovavano tutte sul ponte inferiore, a proravia di quelle di prima classe. Sul ponte di passeggiata vi è una sala separata per le signore, ed una sala per i fumatori, e sul ponte di coperta si trovava il salone da pranzo capace di ospitare 42 persone suddivise tra 6 tavole separate. I locali della terza classe erano posti a poppa, spaziosi e dotati di estrattori elettrici per rinnovare l'aria almeno 5 volte ogni ora. Gli alloggi degli uomini erano separati da quelli delle donne e dei bambini. L'energia elettrica per l'illuminazione e per la forza necessaria al servizio di ventilazione, era fornita da due impianti con motori a vapore e dinamo, ciascuno della potenza di 16 kW a 110 volt. Il Caprera venne assegnato alla linea tra Civitavecchia e Golfo Aranci, e rimase in servizio delle Ferrovie dello Stato sino al 1916.
Nel febbraio 1917 la nave venne requisita dalla Regia Marina ed iscritta nel ruolo della riserva navale come incrociatore ausiliario, armato di quattro cannoni, due per lato.
Il 5 febbraio 1918 il Caprera navigava come scorta di un convoglio di quattro mercantili in rotta da Genova a Gibilterra, quando nei pressi di Santa Pola-Alicante fu attaccato al largo di Villajoyosa, a circa 3 miglia dalla costa, dal sommergibile tedesco U-64 al comando del kapitänleutnant Robert Moraht. Il sommergibile lanciò un singolo siluro che colpì il Caprera a poppa distruggendo l'elica e il timone. L'incrociatore ausiliario fece appena in tempo a sparare un singolo colpo di cannone quando iniziò ad affondare rapidamente. Il capitano, tenente di vascello Luigi Martini, diede l'ordine di abbandonare la nave, su cui si trovavano 110 persone, dato che in quel periodo trasportava marinai destinati a rinforzare gli equipaggi delle navi mercantili ancorate a Gibilterra. Si fece appena in tempo ad ammainare le scialuppe di salvataggio, su cui trovarono posto i passeggeri e i membri dell'equipaggio. Le scialuppe sarebbero poi approdate tra El Campello e Villajoyosa.
La mattina del 5 febbraio arrivarono nel porto di Alicante due scialuppe con circa 30 uomini a bordo, una delle quali comandata dal capitano del Caprera, Luigi Martini, e l'altra dal secondo ufficiale.
A Villajoyosa arrivarono altre scialuppe del Caprera, con circa 42 membri dell'equipaggio, tra cui due feriti, raccolti da un liuto proveniente da Alicante, ed un'altra parte dei sopravvissuti riuscì a raggiungere la costa, con uno di loro morì pochi istanti prima di poter raggiungere il paese. Nel naufragio perirono complessivamente 23 persone, tra cui 8 appartenenti alle Ferrovie dello Stato.

### Annotazioni
1. ↑  Nelle scialuppe si trovava il cadavere del marinaio Antonio Arguello, oltre a diversi feriti, il telegrafista napoletano, Giovanni Siglio e il naturale fuochista di Costanza Domenico Conti, con una frattura alla gamba destra, e in gravissime condizioni, essendo ricevuto tra l'altro dal Console italiano, che venne curato presso la Casa de Socorro di Alicante

### Fonti
1. 1 2 3  Wrecksite.
2. ↑  Direttore Generale della Marina Mercantile 1916, p. 175.
3. 1 2 3 4 5 6 7 8 9  Elmarrajoverde.
4. 1 2 3  Ocean4future.
5. ↑  Direttore Generale della Marina Mercantile 1916, p. 176.
6. 1 2  La Superba.
7. ↑  Pietri Grande Guerra.